# Абу Сайед Утман II
Абу Сайед Утман II (казнён 25 июня 1352) ― шестой правитель Тлемсена из династии Абдальвадидов (1348―1352), правил вместе со своим братом Абу Табидом I. 

## Биография
После оккупации Тлемсена Маринидами в 1337 году принц Абу Сайед Утман, как и другие князья, был вынужден принимать участие в завоевательных походах султана Абу-ль-Хасана Али I, но, когда тот потерпел разгромное поражение при Кайруане в 1348 году, принц покинул армию вместе со своим братом Абу Табидом. Утман собрал сторонников династии Абдальвадидов, которые поклялись братьям в верности и двинулись к Тлемсену. Основой армии стали берберские племена Магриба и Бану Туджин. Однако маринидский губернатор города Усман ибн Яхья (дальний родственник Абдалвадидов) объявил себя независимым и не собирался отдавать власть, рассчитывая на поддержку гарнизона, которым командовал его двоюродный брат. Армия Утмана и Табида разбила сторонников Усмана ибн Яхья в нескольких стычках и подступила к Тлемсену. В городе началось восстание, и войска Абдальвадидов получили возможность вступить в столицу 17 сентября 1348 года. Усман ибн Яхья был взят в плен и умер в тюрьме в декабре 1348 года.
Абу Сайед Утман II, как старший брат получил верховную власть, и его имя чеканилось на монетах Тлемсена. Его брат Абу Табид стал главой армии и кочевых племён. 
В 1352 году пехота маринидского султана Абу Инан Фариса напали на Тлемсен. Армия Абдальвадидов была разгромлена, Абу Сайед попытался бежать, но был схвачен 25 июня 1352 года и казнён по приказу султана.